# پروانه نرم‌افزار بوست
پروانه نرم‌افزار بوست (به انگلیسی: Boost Software License) یک پروانه متن‌باز است که توسط کتابخانه‌های سی++ بوست استفاده می‌شود. این پروانه یک پروانه سهل‌گیر و شبیه به پروانه‌های بی‌اس‌دی و ام‌آی‌تی است. این پروانه در فوریه سال ۲۰۰۸ توسط پیشگامان متن‌باز تایید شد. بنا بر گفته بنیاد نرم‌افزارهای آزاد، این پروانه شرایط یک پروانه نرم‌افزار آزاد را دارد و با پروانه جی‌پی‌ال سازگار است. این پروانه یک پروانه محبوب در بین دیگر پروژه‌های متن‌باز سی++ است.